# Garuda schereri
Garuda schereri es una especie de insecto coleóptero de la familia Chrysomelidae.
Fue descrita científicamente en 1997 por Doeberl.